# Samurai Shodown IV
Samurai Shodown IV: Amakusa's Revenge (サムライスピリッツ天草降臨, Samurai Supirittsu Amakusa Kōrin; chamado Samurai Spirits: Amakusa's Descent no Japão) (ou somente SS4 ou SSIV) é o quarto jogo da série de jogos de luta Samurai Shodown, desenvolvida pela SNK. Cronologicamente, ele é o segundo e último capítulo de uma interquela entre Samurai Shodown e Samurai Shodown II, sendo o Samurai Shodown III o primeiro capítulo.

## História
A história, como dada pela SNK, é a seguinte (tradução livre):
"O ano, 1789.
Com geadas, inundações, incêndios e a fome espalhando o caos pelo mundo, um castelo sinistro aparece na terra de Shimabara. O senhor do castelo é Amakusa Shiro Tokisada. Tendo já antes ressuscitado do mundo dos mortos, Amakusa deveria ter sido assassinado no meio de seus planos maléficos, mas agora ele retorna para subjugar o mundo dos vivos. Tendo já engolido a península de Shimabara, este castelo do mal cresce dia após dia. As pessoas logo o chamarão de "Castelo Amakusa" e no meio do desespero e do terror começarão a reverenciá-lo, tendo esperança de que isto os salvarão. Mas mal sabiam eles que tal ato de desespero iria somente invocar mais infortúnio..."
Amakusa voltou para mais confusão, desta vez tomando controle de um castelo num terreno abandonado e sequestrando a feiticeira-em-treinamento Hazuki Kazama, a amada irmã de Kazuki e Sogetsu, com objetivo de usá-la como fonte de poder. As forças espalhando-se do trabalho de Amakusa toma a atenção de vários guerreiros que partem caminho para o castelo com seus variados objetivos... e até Zankuro Minazuki tem um papel na história.

## Revisão geral
Após Samurai Shodown III ter sido parcialmente mal recebido pela comunidade de jogos de luta, a SNK novamente tomou nota das reclamações e tentou desenvolver uma continuação que pudesse novamente dar à aparência da série a magia que o Samurai Shodown II deu quando lançado.
A mais óbvia modificação foram os gráficos, com paleta de cores ajustadas dramaticamente para os personagens, basicamente aumentando o brilho e diminuindo o contraste, na tentativa de fazer com que o jogo tenha uma aparência mais cartoon.
Seguindo a mesma filosofia, alguns dos personagens antigos foram recolocados na série, como Charlotte, Tam Tam e Jubei Yagyu. O elenco inteiro do jogo anterior retorna neste título, apesar de alguns terem sido retocados para melhor atender à nova regra de aparência voltada a cartoon.
Entrando no elenco estão dois irmãos ninja:
- Kazuki Kazama - membro do clã ninja Kazama especializado em jutsu de fogo, ele parte viagem para resgatar sua irmã mais nova, Hazuki, das mãos de Amakusa.
- Sogetsu Kazama - irmão mais velho de Kazuki e Hazuki que usa jutsu de água; ao contrário de Kazuki, ele fica com o clã e é ordenado por ele para assassinar seu irmão por ter saído.

### Jogabilidade
A defesa aérea foi retirada completamente, mas a movimentação giratória, que permite a um jogador poder rapidamente trocar de lado na tela com o oponente, e a evasiva, que tal manobra daria virtualmente um ambiente semi-3D para a defesa na tentativa de usar cada espada dos jogadores mais efetivamente, continuaram.
Praticamente, a jogabilidade não é tão ruim quanto a de SS3, mas a sensação e movimentação dos gráficos é diferente. O controle teve uma modificação na flexibilidade e precisão, as movimentações foram melhoradas, o dano geral foi reduzido e não se pode mais encher a própria barra de POW. O homem de entrega (Edo Express Delivery Man) não mais participa do jogo. A maior adição provavelmente foi o "Combo CD", um combo personalizável onde quando um jogador aperta os botões C e D juntos, o personagem dá um golpe que pode ser seguido de uma sequência de outros golpes, dependendo do jogador. O modo de um jogador agora tem um contador de tempo, onde somente alcançando o chefe final dentro do tempo especificado que o jogador pode ver o ending de seu personagem. Esta ferramenta foi implementada também em seus sucessores da série principal.
A SNK também adicionou a possibilidade de um oponente poder suicidar-se durante a luta, sacrificando o round. O ponto bom disto é que quando feito, no próximo round o suicida terá a barra "POW" cheia. Também existe a possibilidade de desarmar-se apertando o botão de taunt (provocação). O personagem executará a sua animação normal e jogará a arma no chão. Alguns golpes finalizadores possuem "fatalities", característica mais conhecida na série Mortal Kombat, em que ora o braço do oponente é cortado ora sua cintura.

## Recepção na mídia
Claramente, o jogo foi um grande avanço na série desde SS3, apesar de alguns de seus problemas. Mesmo com o fato de o jogo ser bem balanceado, o fluxo de movimentação de alguns personagens (como Nakoruru, Galford e Hanzo) ainda era desigual.
Reclamações comuns incluem:
- Cortes na animação dos jogos anteriores (o que também pode ser observado em V Special)
- O nível difícil ("Upper Grade") é tão inútil quanto o nível fácil ("Begginer Grade"), já que para a IA de alguns personagens não existia esta distinção.
- Não existiam músicas temáticas próprias para cada personagem.
- Muitos golpes de personagens do jogo anterior (SS3) foram retirados.
- Pela primeira vez na série, as sprites não foram redesenhadas de um jogo para o outro.

Apesar disto, o jogo ainda é bem falado, e debates sobre a qualidade do jogo ainda está presente entre os círculos de jogadores de jogos de luta.